# Panic! at the Disco
Panic! at the Disco és un grup de rock/pop alternatiu format a Las Vegas, als Estats Units. El seu àlbum debut A Fever You Can't Sweat Out ha venut més de 2,2 milions de còpies des del seu llançament el setembre de 2005. L'any 2006 van ser premiats per MTV VMA 2006 pel video musical I Write Sins Not Tragedies.
El seu segon àlbum Pretty. Odd. va ser llançat el 25 de març de 2008 i ha venut prop de 700.000 còpies des del seu llançament.
El 6 de juliol de 2009 es va anunciar a través de Panic! at the Disco i Myspace oficial de la banda que Ryan Ross es retiraria de la banda juntament amb el baixista Jon Walker per perseguir els seus propis interessos musicals, deixant a Panic at the Disco amb sol 2 integrants, Brendon Urie & Spencer Smith.

## Història i primer àlbum
Panic at the Disco és una banda que va començar amb molta popularitat. Manté una forta amistat amb Fall Out Boy, ja que va ser Pete Wentz, baixista de l'esmentada banda, qui els va descobrir via Livejournal un dia que els integrants Brendon Urie, Ryan Ross, Spencer Smith i Brent Wilson van decidir deixar-li un missatge a Pete Wentz perquè els ajudés a promocionar-se a lsa seva discogràfica. Quan Pete Wentz va rebre el missatge, va viatjar tot seguit a Las Vegas per conèixer personalment la banda, ja que li havia cridat molt l'atenció l'estil de música que feien.
Va ser llavors quan amb un cop de sort, es va topar amb Panic! at the Disco i gràcies a Pete Wentz, la banda va firmar un contracte amb Fueled By Ramen, fet que els va donar l'oportunitat de gravar el seu primer àlbum: A Fever You Can't Sweat Out (2005). Aquest àlbum va ser un èxit gràcies a cançons com "I Write Sins Not Tragedies" (guardonada en diverses ocasions, com als MTV VMA 2006 pel "Millor video de l'any"). Des de llavors la seva fama ha anat en augment.
Panic at the Disco està formada per cinc joves procedents de Las Vegas (excepte el baixista John Walker que prové de Chicago). El vocalista és Brendon Urie, que també s'encarrega de la guitarra, el teclat i la flauta, i que a part toca instruments com l'acordió, el baix, el piano, el triangle i el xilòfon (entre d'altres). Ryan Ross s'encarrega de la guitarra i el teclat, i també és vocalista d'acompanyament. Spencer Smith és el bateria i Brent Wilson va ser el baixista del grup fins a mitjan any 2006. El va reemplaçar oficialment Jon Walker.
El quartet de Las Vegas ha dividit el seu treball en dues parts: una en la qual predominen els ritmes futuristes i els sintetitzadors i una altra en la qual destaquen fragments acústics, el piano i l'acordió.
Destaquen temes com "I Write Sins Not Tragedies", "But It's Better If You Do., The Only Difference Between Martyrdom And Suicide Is Press Coverage", "I Constantly Thank God For Esteban","Build God, Then We'll Talk", "Camisado", "There's A Good Reason These Tables Are Numbered Honey, You Just Haven't Thought Of It Yet", "London Beckoned Song About Money Written By Machines" i "Time To Dance".
Recentment la banda ha atret una considerable quantitat de publicitat, especialment després que la revista Spin I Spin els nominés com a banda del moment a començaments d'octubre de 2005. La banda també ha incrementat la seva popularitat a causa de la seva presència online, amb PureVolume tenint-los constantment en el seu Top 10, i assolint el #1 en el Myspace Chart.
Quan A Fever You Can't Sweat Out va ser llançat, va debutar en la posició #112 del rànquing Billboard 200 amb prop de 10,000 vendes la primera setmana. La banda va començar la seva primera gira pels Estats Units com teloners d'Acceptance, Hellogoodbye i The Academy Is el setembre de 2005, així com de la mateixa manera van ser teloners de The Academy Is al Regne Unit el gener del 2006.
Panic at the Disco es va presentar en viu al TRL de Mtv el 17 de gener de 2006, on a més van presentar el videoclip de I Write Sins Not Tragedies. El vídeo es va col·locar als primers llocs dels charts al voltant del món. A més aquest va ser un dels videos més vistos a Youtube, havent estat reproduït més de cinc milions de vegades. Actualment aquest vídeo compta amb més de vint milions visites.
El 17 de maig de 2006, la banda va anunciar a la seva web oficial () que el baixista Brent Wilson se separaria de la banda. Va ser afirmat pel mateix vocalista Brendon Urie, ja que l'exbaixista Brent Wilson no va participar en el video de "I Write Sins Not Tragedies".
Més tard es va anunciar que el baixista temporal de la banda durant la seva gira d'estiu seria Jonathan Walker, un vell amic del grup. D'acord amb Mtv News Arxivat 2006-12-15 a Wayback Machine., la banda i Wilson van iniciar una guerra de declaracions, amb Wilson dient que va ser separat de la banda sense cap avís mentre la banda diu que la separació va ser una decisió presa entre tot el grup, cosa que sembla certa. Com a resposta a les declaracions de Wilson, la banda ha dit que ell no va escriure cap cançó i que en realitat ni tan sols va tocar el baix a l'enregistrament del seu àlbum debut.
El 31 d'agost de 2006 van rebre el premi per "Millor vídeo de l'any" en els Mtv Video Music Awards per "I Write Sins Not Tragedies", i van ser nomenats a 4 categories i presentació en viu, Panic! at the Disco va demostrar ser una de les bandes més destacades emergents del 2006.
Van fer una cover de la cançó This Is Halloween de la pel·lícula The Nightmare Before Christmas per a l'edició especial, en la qual també van participar artistes com Fall Out Boy, Fiona Apple i She Wants Revenge.
Panic! at the Disco agrada entre els joves, ja que els seus treballs són molt complets i atreuen molt pel seu estil. També la seva gran amistat amb Fall Out Boy els ha aportat més popularitat, malgrat que els integrants tenen només uns 20 anys.
Els integrants de Panic At The Disco es caracteritzen per les seves excel·lents covers, entre les quals es troben: "Karma Police" de Radiohead, "Tonight tonight" de Smashing Pumpkins, "Killer Queen" de Queen, "Eleanor Rigby" de The Beatles, the Weight The Band i "Hit Me Baby One More Time" de Britney Spears.

## Gira "A Fever You Can ´ t Sweat Out"
Panic at the Disco és conegut per les seves actuacions victorianes simulades a l'estil de circ, on s'impliquen nombrosos contorsionistes i ballarines a l'escenari com a acompanyament. Gràcies a aquest disc, la banda va realitzar la seva gira d'estiu a través dels Estats Units amb The Hush Sound (els quals tenen contracte amb la mateixa discogràfica que el grup), Ok Go (des del 25 de juny), The Dresden Dolls (des del 27 de juny), i amb l'actuació del Lucent Dossier Vaudeville Cirque (que apareix al vídeo de I Write Sins Not Tragedies). La gira va començar el 6 de juny de 2006 en Tucson, i continua fins i tot el 2 d'agost de 2006, a Los Angeles. De la mateixa manera van programar les dates per a la seva gira al Regne Unit, on totes les entrades van ser venudes; en alguns casos (com en el cas del seu xou a Mánchester) en qüestió d'hores ja estaven esgotades. A part de presentar-se en grans festivals, com ara el cas del Reading Festival 2007 i 2006.
En directe han versionat "Third Eye Blind's", "Slow Motion", "Radiohead", "Karma Police", "The Smashing Pumpkins", "Tonight, Tonight", dues versions de Counting Crows, "Round Here", "K-ci And Jojo's", "All My Life", "Britney Spears", Nelly Furtado, "Maneater", Queen, The Beatles, "Eleanor Rigby" i Blink-182, entre d'altres.

## Pretty. Odd.
El 2007 Panic! at the disco va començar a escriure el seu segon disc, però el juliol del 2007 van decidir reescriure'l des del principi.
Quan se'ls va preguntar per a una entrevista realitzada per MTV per què havien abandonat totes les seves cançons i van decidir reescriure-les, Ryan Ross va explicar "vam escriure les parts de piano i guitarres separadament, i no va sonar com una banda, va sonar com un muntatge per a un film".

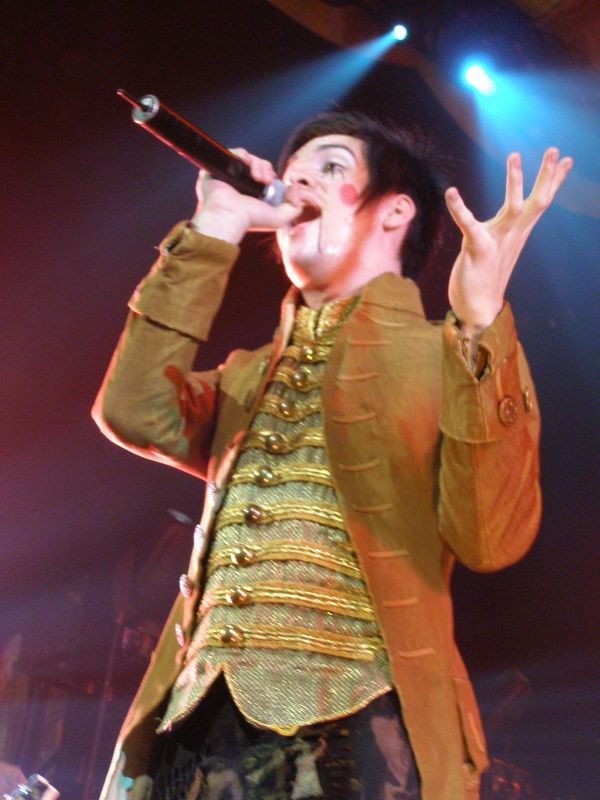
Brendon Urie.

Ryan després va continuar "Vam anar escrivint el que va passar, perquè vam estar en un tour durant molt temps, i estàvem malalts de les mateixes cançons velles, i vam decidir escriure cançons que fossin realment complicades i desafiadores per a nosaltres. Després vam decidir que no seria gens divertit tocar aquestes noves cançons en un concert, llavors vam decidir treballar en un bon projecte. Va ser tota una història a través del CD." Més tard va afegir "Hem aconseguit fer sis o set cançons que són molt completes i animades. Han portat un perfil més positiu al grup. És una mica complicat escriure un munt de males cançons si ja no estàs cansat. Volem tenir enllestides les cançons per a quan acabi l'any, probablement a pels voltants de nadal per així tindre després l'àlbum enllestit el febrer".
Rob Mathes, el productor del disc, va descriure l'àlbum com "el projecte de música més significatiu que he fet en molt temps, és jove i intens, aventurer i indefinidament innovador. També va afirmar que "Treballar amb aquests joves m'ha fet veure la música de la mateixa manera en què ho vaig fer quan vaig descobrir els primers èxits de The Who i David Bowie quan tenia 16 anys. Estic molt content d'haver treballat en aquest projecte."
El febrer de 2008 va ser anunciat que Smashing Pumpkins Tribute Lp seria publicat, anunciat per MySpace i Spin.
Panic! At the Disco va començar a interpretar tres cançons noves, durant diversos festivals abans de gravar-les, els noms dels quals són "True Love", "When The Day Met The Night" i "Nine in the Afternoon", tal com va indicar Ryan Ross en una entrevista amb Mtv. Finalment, però, "True Love" no ha aparegut al segon àlbum.
El seu nou àlbum Pretty Odd., va sortir el 25 de març del 2008, venent 139.000 còpies durant la primera setmana als Estats Units, el seu primer single era "Nine in the afternoon", que tingué una gran acceptació per part del públic, i el vídeo del qual és dirigit per Shane Drake, el mateix director d'"I Write Sins Not Tragedies" i "But it's better if you do". Malgrat que tots els videos eren dirigits per Shane Drake, Panic! at the Disco va decidir ampliar horitzons, pel que per al video de That Green Gentleman, del director va ser Alan Ferguson, que és el mateix director dels videos de Fall Out Boy i Paramore. Per al tercer single de l'àlbum, Northern Downpour, la banda va treballar amb el director Behn Fannin.
Per a la setmana del 7 al 12 d'abril de 2008, Panic! at the Disco era l'Artista Mtv de la Semana als Estats Units. Així van començar l'Honda Civic Tour el 10 d'abril de la mateixa setmana a El Warfield, a San Francisco, Califòrnia.
L'agost, Panic! at the Disco va començar una gira mundial, amb concerts a Àsia, Austràlia i Nova Zelanda. Aquests han estat fins al moment els concerts (i la gira) més multitudinaris en la història de la banda.
Aquell mateix mes es van donar a conèixer les nominacions dels Mtv Europe Music Awards 2008, que es van celebrar a Liverpool el 6 de novembre de 2008. Panic! at the Disco va rebre nominacions a "Millor artista Rock", "Millor artista de la història" i "Àlbum de l'any" (pel citat Pretty. Odd.).
A l'octubre-novembre de 2008, Panic! at the Disco, Plain White T's i Dashboard Confessional van formar part de la gira de Rock Band, la qual incloïa tots els Estats Units.

## Vices and Virtues
A començaments del 2009, la banda va anunciar que es trobaven en les primeres etapes de composició i enregistrament del seu tercer àlbum d'estudi, amb una temptativa data de llançament marcada el setembre. El baixista Mark Hoppus, de Blink-182, col·laboraria amb la banda en almenys una nova cançó.
El 6 de juliol, a través de la web oficial de la banda, es va anunciar que tant Ryan Ross com Jon Walker havien deixat la banda a causa de diferències musicals. Es diu que el duo està treballant en una "excursió musical" a Los Angeles. Brendon Urie i Spencer Smith continuaran presentandose com Panic at the Disco, mentre que s'espera que els reemplaçants de Ross i Walker siguin anunciats molt aviat.
La banda es presentà al costat de Fall Out Boy i Chester French durant la primera meitat del tour d'estiu de Blink-182.
El 26 de juny es va anunciar que la banda enviaria seu nou single, titulat "New Perspective", a la Rock Radio el dia 17 d'agost, i aquest single serà part de la banda sonora de la pel·lícula Jennifer's Body el 25 d'agost. S'espera que l'àlbum sigui llançat a finals de setembre de 2009. Encara no s'ha confirmat gens respecte als reemplaçaments de Ross i Walker en Panic at the Disco.
El 10 de juliol de 2009, Spencer Smith va publicar un breu missatge a la web oficial de la banda dient que havien estat treballant durament a l'estudi, amb el seu tercer àlbum. Juntament amb l'esmentat missatge va incloure un demo de 30 segons d'una nova cançó titulada "Oh Glory".
A la vegada, la banda va afegir diverses fotos a la seva web juntament amb links al seu MySpace, Purevolume, botiga online, etc.
El 13 de juliol de 2009, Ryan Ross va parlar amb Mtv sobre la separació de la banda. Va dir que "la separació ha sigut una possibilitat des de fa molt. És només que a tots ens va caldre una mica més de temps per adonar-nos-en". Ross va dir a Mtv que el i els altres membres de Panic! at the Disco continuen sent bons amics i que recentment havien parlat sobre el cap de setmana del 4 de juliol, Dia De La Independència als Estats Units. Ross va parlar també del projecte que té amb Walker. Va anunciar que "Walker i jo estem escrivint cançons juntament amb Rob Mathes (productor de Pretty.Odd) en una pau que ens fa avançar ràpidament, i molt aviat estarem revelant els fruits de la nostra tasca". El 21 de juny, van penjar a la seva pàgina oficial la lletra completa del seu pròxim single, New Perspective, i també es donava a conèixer la data d'emissió d'aquest, el dia 28 de juliol del 2009. El dia 22 de juliol, la banda va anunciar un càsting obert per formar part del videclip de "New Perspective" que es va filmar el dia 25 de juliol del 2009.
El 5 de desembre de 2010, Panic! At The Disco es va fer present a Berlín i Brendon en una entrevista, va revelar el nom del tercer àlbum en el qual estan treballant: " Vices & Virtues" i el del pròxim single que va sortir a finals de gener de 2011: "The Ballade of Mona Lisa", el nom de la qual podria estar sotmesa a canvis.
El 18 de gener de 2011 Brendon va anunciar mitjançant el seu twitter que " Vices & Virtues" sortiria a la venda el pròxim 29 de març. El 21 de gener es va donar a conèixer la versió completa del primer single del nou àlbum, "The Ballad Of Mona Lisa".
El dimarts 8 de febrer de 2011, a través de Mtv, es va poder conèixer el primer video de " Vices & Virtues", "The Ballad Of Mona Lisa".

## Presentacions
Panic! at the Disco es va presentar al Times Square durant els esdeveniments d'Any Nou que van tindre lloc entre desembre de 2006 i gener de 2007, al costat de Carson Daly. Van presentar dues cançons: "Lying Is The Most Fun A Girl Can Have Without Taking Her Clothes Off" (Última presentació de 2006) i "I Write Sins Not Tragedies" (Primera presentació de 2007).
Malgrat que ambdues cançons contenen llenguatge groller, Panic! at the Disco va cantar versions censurades de les esmentades cançons.

### Estil
Els crítics de música han associat diversos gèneres musicals amb Panic! at the Disco. Entre ells s'inclouen rock alternatiu, pop punk, i pel seu últim material, pop barroc.
Es tenen registres diversos de quan Panic! at the Disco deia en diverses ocasions que el seu segon àlbum seria completament diferent de "A Fever You Can't Sweat Out", tal com es va publicar en un article de la revista Rolling Stone: "El grup ha deixat molt clar cap a on es dirigeixen amb seu primer single, anomenat "Nine in the Afternoon". "Està influït per la música que els nostres pares escoltaven, com els Beach Boys, The Kinks, els Beatles," va dir Ross. "Les nostres noves cançons són de rock clàssic, més que de rock modern. Hem crescut i començats a ser escoltats diferents tipus de música - i això sembla una cosa que naturalment hem de fer ara. "
Sobre el seu nou estil musical, Ryan Ross va dir: "intento pensar en aquella persona que ha treballat una jornada de vuit hores, amb la persona que entra al seu cotxe i encén la ràdio. M'agradaria que en aquell moment escoltessin una cançó que els faci sentir-se feliços per tres minuts, i no que escoltessin una cosa que els deprimeixi més del que ja ho estan. No tenim por d'escriure sobre l'amor o sobre la felicitat. Tenim una cultura sencera que és o provocativa o negativa. Està tan orientada a ser xocant que ja no aconsegueix sorprendre ningú. Han pressionat la nostra cultura que ja no poden anar més lluny, ni sexualment ni en termes d'ira. Aquesta és la raó per la qual som aquí, per proveir una cosa diferent. " L'àlbum es descriu com a "una cosa que et recorda allò que senties en llegir Alicia al País de les Meravelles quan eres petit; és com si haguessin tirat el catàleg sencer dels àlbums dels Beatles dins d'una liquadora, afegint-li una mica de gel modern alternatiu i la secció de la banya de Sonia Dada, i després haguessin encès aquesta liquadora, donant com a resultat un so suau del Liverpool del nou mil·lenni. I la banda ho sap, afirmant-ho quan canten 'I can't prove this makes any sense, but I sure hope that it does. ' (No pot provar que això tingui cap sentit, però espero que el tingui). "
En la revisió del seu àlbum en viu, Stephen Thomas Erlewine va comentar que "...Pretty. Odd. suggereix que s'estan convertint en aquesta cosa estranya del 2008: un grup de rock orientat cap al pop. Potser no estan fent-ho conscientment, però els resultats entretenen a tots per igual. "

## Membres

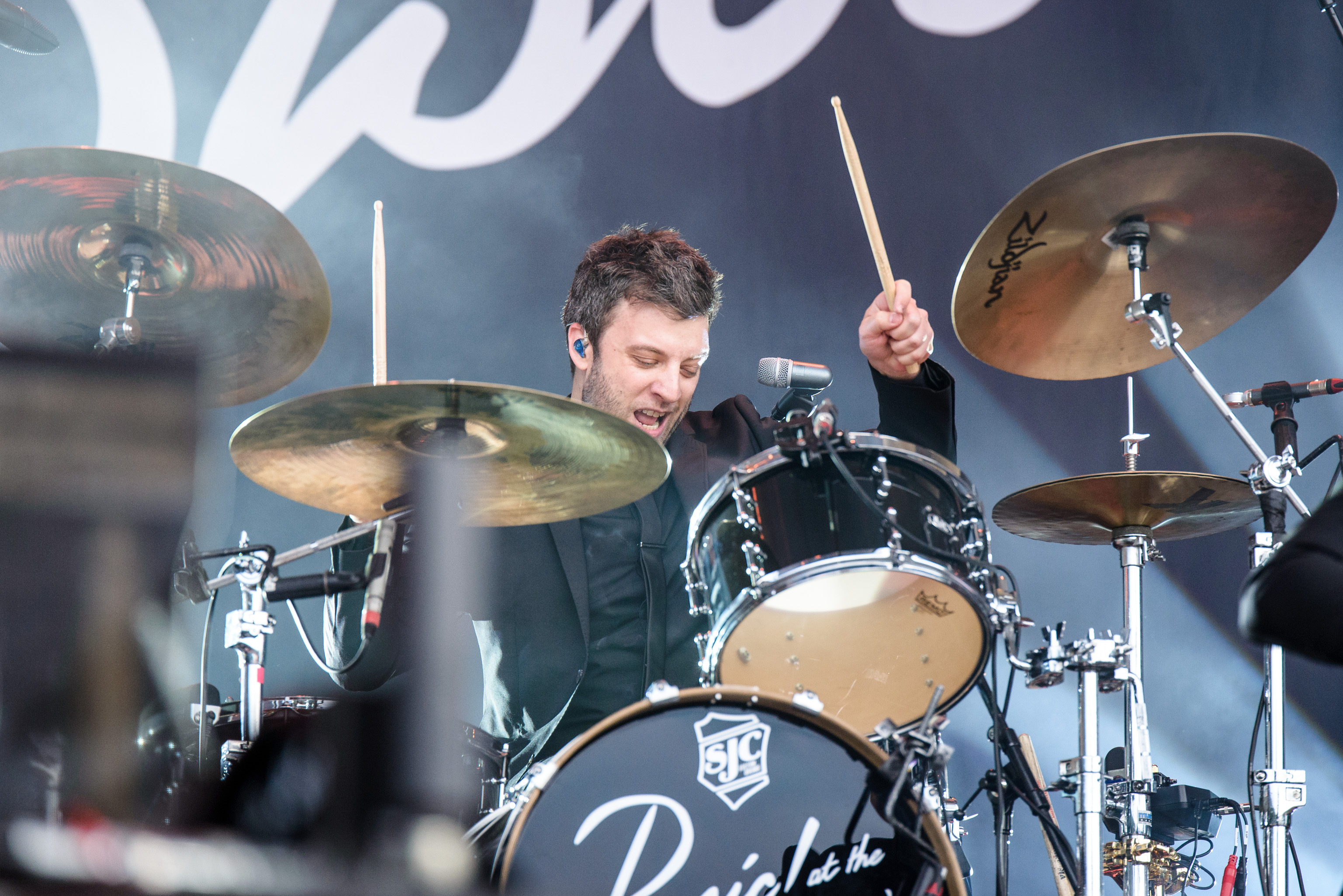
Dan Pawlovich
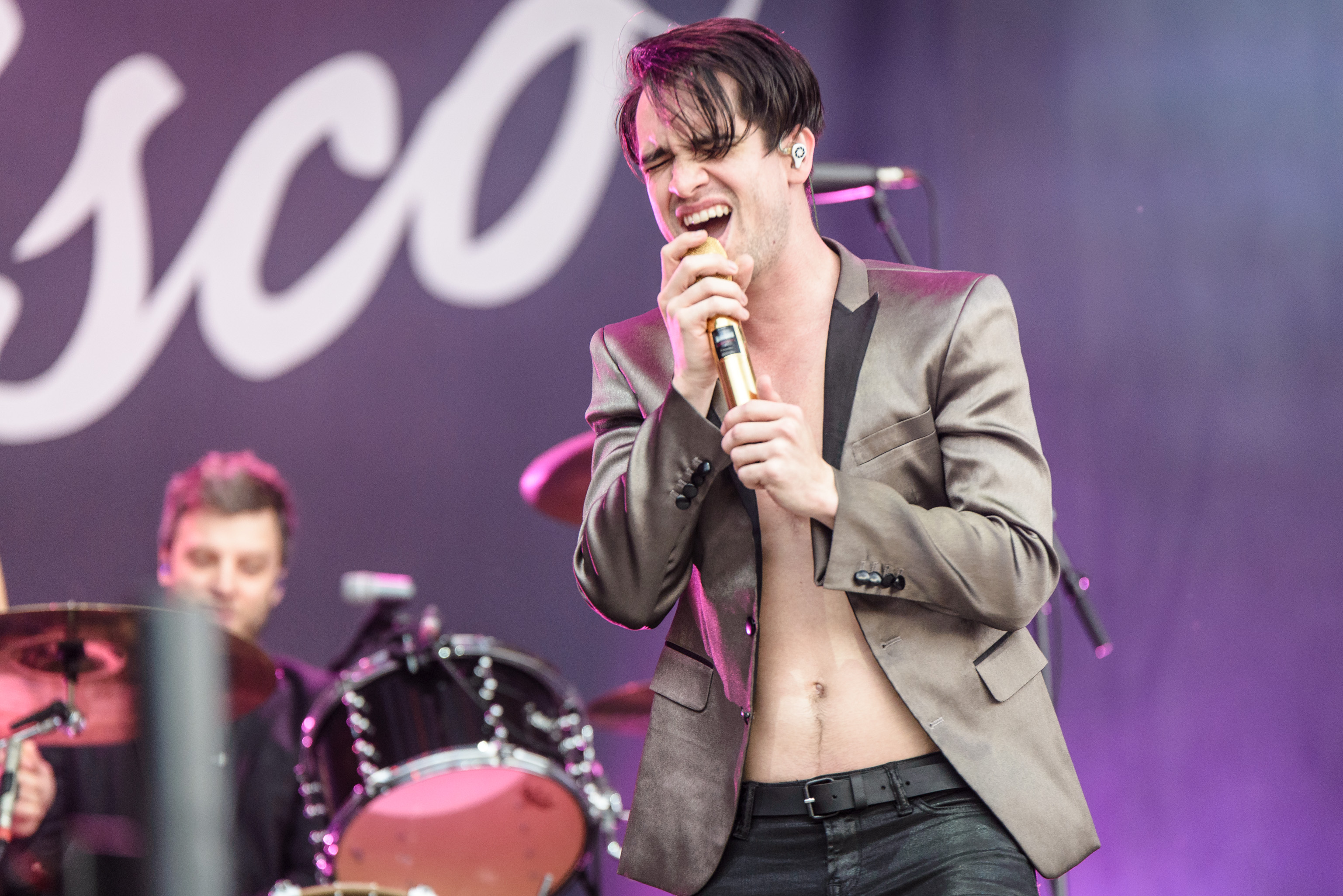
Brendon Urie
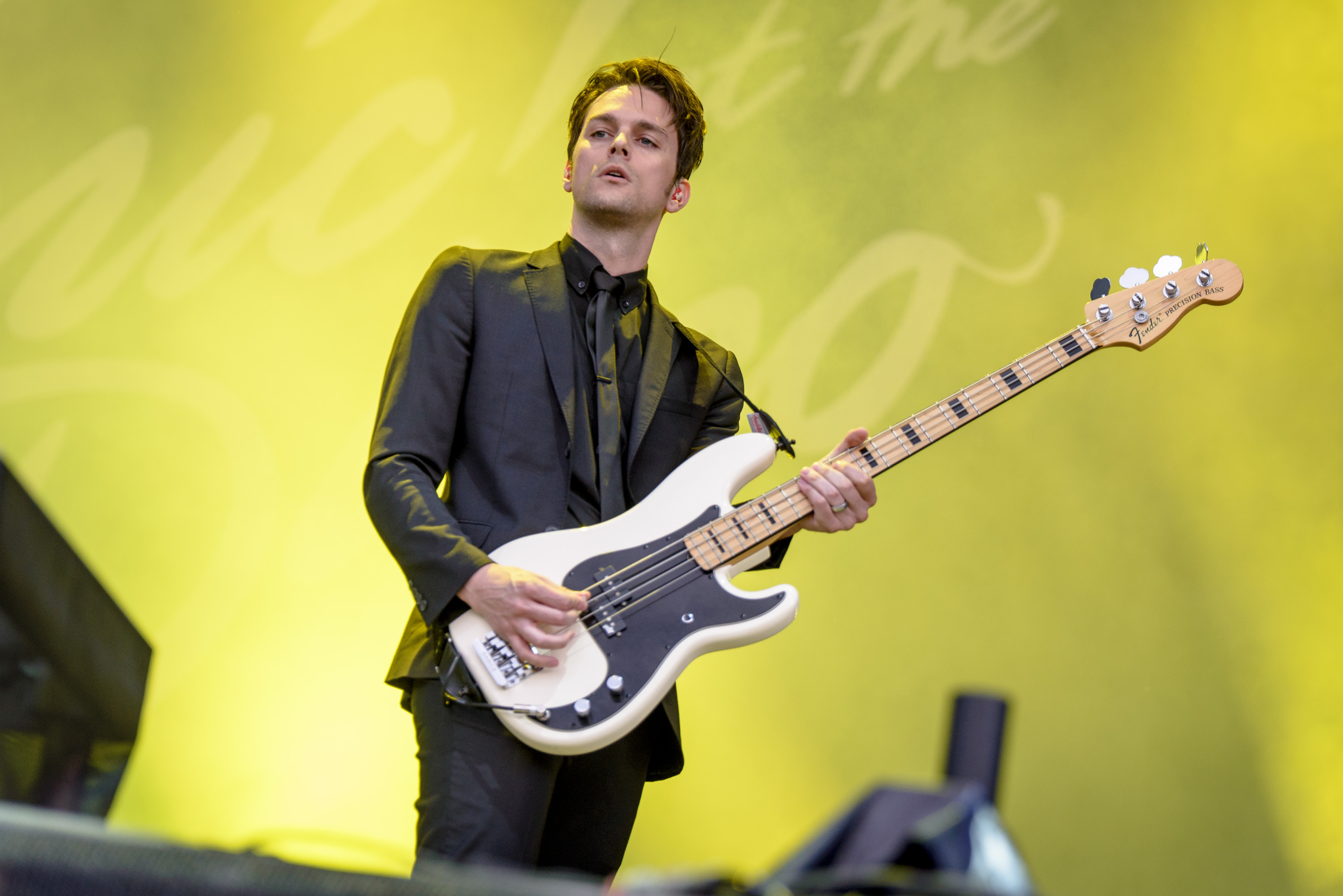
Dallon Weekes
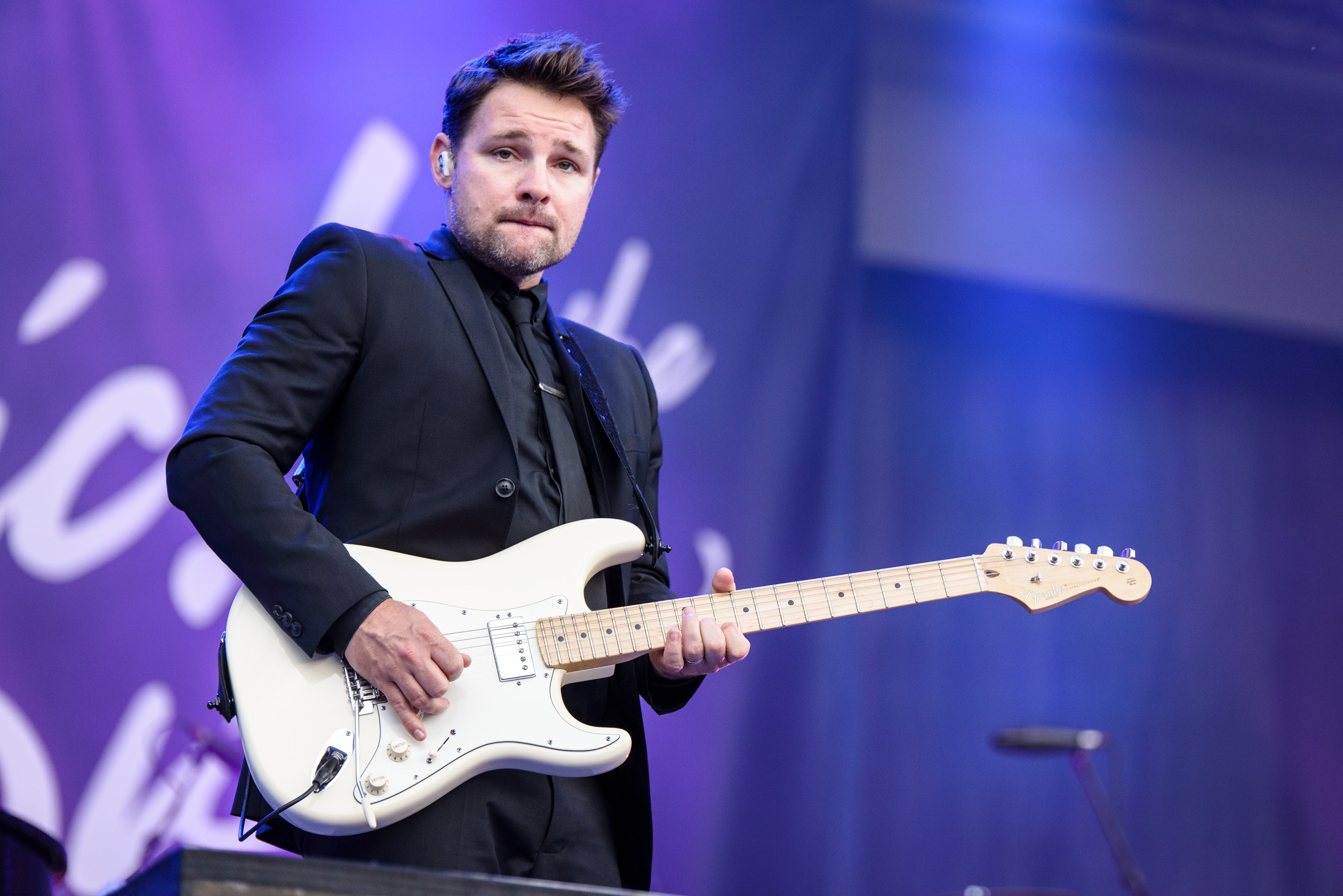
Kenneth Harris

- Brendon Urie - vocalista, guitarra rítmica i guitarra acústica, piano, baix (2004 - present)

### Membres de gires
- Ian Crawford - guitarra solista i guitarra rítmica, covocalista i cors, piano (2009 - 2012)

- Eric Ronick - piano-teclat (2006-2009)
- Spencer Smith - bateria i percussió (2015)

### Membres Anteriors
- Brent Wilson - baix (2005-2006)
- Ryan Ross- guitarra solista i guitarra acústica,co-vocalista, cors, piano, teclat (2004-2009)
- Jon Walker - sota, cors, guitarra rítmica (2006-2009)

## Discografia

### Discos d'estudi
| Informació de l'àlbum | Posicions | Posicions | Posicions | Posicions | Posicions | Certificacions   |
| Informació de l'àlbum | WW        | U.S.      | U.S. Ind. | UK        | AUS       | Certificacions   |
| --- | --------- | --------- | --------- | --------- | --------- | ---------------- |
| A Fever You Can't Sweat Out - Llançament: 27 de setembre de 2005 - Discogràfica: Decaydance Records/Fueled by Ramen - Vendes US: 1.600.000 còpies - Vendes mundials: 2.200.000 còpies | 24        | 13        | 1         | 17        | 11        | 2x Platinum (US) |
| Pretty. Odd. - Llançament: 25 de març de 2008 - Discogràfica: Decaydance Records/Fueled by Ramen - Vendes mundials: 700.000 còpies                                                    | 2         | 2         | —         | 2         | 1         | Silver (UK)      |
| Vices & Virtues - 2011 |           |           |           |           |           |                  |
| Too Weird to Live, Too Rare to Die! - 2013 |           |           |           |           |           |                  |

### DVD
- ... Live In Chicago (2008)
- ... Live In Denver (2006)

### EP
- Live Session EP (2006)

### Singles

#### A Fever You Can't Sweat Out (2005)
- I Write Sins Not Tragedies (2006)
- But It's Better If You Do (2006)
- Lying Is the Most Fun a Girl Can Have Without Taking Her Clothes Off (2006)
- Build God, Then We'll Talk (2007)

#### Pretty. Odd. (2008)
- Nine In The Afternoon (2008)
- Mad As Rabbits (2008)
- That Green Gentleman (Things Have Changed) (2008)
- Northern Downpour (2008)

#### Jennifer's Body Soundtrack (2009)
- New Perspective (2009)

#### Vices And Virtues (2011)
- " The Ballad Of Mona Lisa"

## Premis
- Mtv Video Music Awards:

- Va guanyar: Mtv Video Music Awards al Video de l'any (2006) per "I Write Sins Not Tragedies"
- Nominat: Millor video (2006) per "I Write Sins Not Tragedies"
- Nominat: Millor video de Rock (2006) per "I Write Sins Not Tragedies"
- Nominat: Millor video d'artista nou (2006) per "I Write Sins Not Tragedies"
- Nominat: Millor direcció artística en el video (2006) per "I Write Sins Not Tragedies"
- Nominat: Millor video pop (2008) per "Nine in the Afternoon"
- Nominat: Millor direcció (2008) per "Nine in the Afternoon"

- TMF Awards:

- Va guanyar: Millor Video Internacional (2006) per "I Write Sins Not Tragedies"

- NME Awards:

- Millor banda de 2007

- Grammy Awards:

- Nominat: Millor pack d'edició especial limitada

- MTV Video Music Awards Llatinoamèrica

- Nominat: Millor Artista Rock Internacional (2008).

## Coversfetes per la banda
- What's My Age Again? (Blink 182)
- Maneater (Nelly Furtado)
- Karma Police (Radiohead)
- Baby One More Time (Britney Spears)
- Tonight, Tonight (Smashing Pumpkins)
- Slow Motion (Third Eye Blind)
- Eleanor Rigby (The Beatles)
- Round Here (Counting Crows)
- IN My Eyes (Rufio)
- 'Killer Queen(Queen)
- Valerie (The Zutons)
- The Weight (The Band)
- Shout! (The Isley Brothers)
- Don't Stop Believing (Journey)
- Fuck Her Gently (Tenacious D)
- Unchained Melody (Elvis Presley)
- BlackBird (Paul McCartney)
- 3 Little Birds (Bob Marley)
- 'Messenge IN A Bottle (The Police)

### Bandes sonores
- This Is Halloween-Nightmare Before Christmas
- The Only Difference Between Martyrdom And Suïcidi Is Press Coverage (Tommie Sunshine Brooklyn Fire Remix) -Snakes On A Plane
- Nine In The Afternoon-Ultimate Band
- Nine In The Afternoon-Heroes Soundtrack
- Nine In The Afternoon-Rock Band 2
- New Perspective-Jennifer's Bodi